# Рајца
Рајца (мкд. Рајца) су насеље у Северној Македонији, у јужном делу државе. Рајца припадају општини Ресан.

## Географија
Насеље Рајца је смештено у југозападном делу Северне Македоније. Од најближег већег града, Битоља, насеље је удаљено 40 km западно, а од општинског средишта 14 јужно.
Рајца се налазе у области Доње Преспе, области око северне обале Преспанског језера. Насеље је смештено близу североисточне обале Преспанског језера. Западно од насеља се пружа пријезерско поље, а источно од насеља издиже планина Баба са врхом Пелистером. Надморска висина насеља је приближно 900 метара.
Клима у насељу је планинска због знатне надморске висине.

## Становништво
Рајца су према последњем попису из 2002. године имала 66 становника. 
Претежно становништво у насељу су етнички Македонци (100%).
Већинска вероисповест је православље.